# Прибислав
Прибислав (на сръбски: Прибислав) е сръбски княз от династията Властимировичи, управлявал през 891 – 892 година.
Той е най-възрастният син на княз Мутимир, когото наследява след смъртта му през 891 година. През следващата година е свален от трона от братовчед си Петър Гойникович и бяга в Хърватия.
Прибислав е баща на Захария Прибиславлевич, сръбски княз след 920 година.